# Лукашин, Игорь Владимирович
И́горь Влади́мирович Лука́шин (7 августа 1979, Пенза, СССР) — российский прыгун в воду, чемпион Олимпийских игр 2000 года в синхронных прыжках в паре с Дмитрием Саутиным. Заслуженный мастер спорта (2000)

## Спортивная карьера
Свои выступления за сборную России Игорь Лукашин начал в 1993 году. Неоднократный призёр и победитель юниорских первенств мира и Европы.
Наибольшим достижением во взрослых соревнованиях является золотая медаль Олимпийских игр 2000 года в синхронных прыжках в паре с Дмитрием Саутиным. Также призёр чемпионата мира 1998 года и чемпионата Европы 1997 года, завоевал бронзовую медаль на Играх доброй воли в 1998 году.
В 2005 году Игорь Лукашин завершил спортивную карьеру.
Чемпионат Европы 2000 год (Финляндия, Хельсинки) индивидуальные прыжки с вышки 10 метров третье место. Синхронные прыжки с вышки 10 метров в паре с Дмитрием Саутиным заняли первое место.
Чемпионат Европы 1999 год (Турция, Стамбул) в паре с Владимиром Тимошининым заняли второе место в синхронных прыжках с вышки 10 метров.

## Награды
- 2000 — Почётное звание «Заслуженный мастер спорта России».
- 2001 — орден Дружбы — за большой вклад в развитие физической культуры и спорта, высокие спортивные достижения на Играх XXVII Олимпиады 2000 года в Сиднее[1].
- 2012 — памятный знак «За заслуги в развитии города Пензы»[2].

## Личная жизнь
Окончил факультет физической культуры Пензенского государственного педагогического университета имени В. Г. Белинского.
Младший брат — Александр Лукашин, жена — Ирина, дочь — Арина, сын — Яромир.